# Observer パターン
Observer パターン（オブザーバー・パターン）とは、プログラム内のオブジェクトに関するイベント（事象）を他のオブジェクトへ通知する処理で使われるデザインパターンの一種。
通知するオブジェクト側が、通知されるオブジェクト側に観測・観察（英: observe）される形になることから、こう呼ばれる。
出版-購読型モデルとも呼ばれる。暗黙的呼び出しの原則と関係が深い。
分散イベント処理システムの実装にも使われる。言語によっては、このパターンで扱われる問題は言語が持つイベント処理構文で処理される。

## クラス図
このパターンの基本は、イベントを通知される側の1つ以上のオブジェクト（オブザーバーまたはリスナーと呼ぶ）を、通知する側のオブジェクト（サブジェクトと呼ぶ）に登録することである。そして通知に使われるメソッドが、抽象メソッドになっていることが重要である。言語によっては、コールバック関数と通知対象コンテキストのペア、あるいはそれらをカプセル化した関数オブジェクト、またはデリゲートが使われる。
以下に、その構造をUMLクラス図で視覚化したものを示す。

## 各クラスの解説
このパターンに登場する各インタフェースとインタフェースの実装クラスを、以下で解説する。

### Subject
イベントを通知するオブジェクト側のインタフェース。1つ以上のObserverすなわちイベントを通知されるオブジェクト側のインタフェースの登録・削除・通知のメソッド書式の体裁を提供する。
以下の抽象メソッドを持つ:
- addObserver() - Subjectが持つ「通知を受け取るObserver群」に、新たなObserverを加える[注釈 1]。
- removeObserver() - addObserver()で追加されたオブジェクトを削除する[注釈 2]。
- notifyObservers() - Subjectが持つ「通知を受け取るObserver群」に、Observer.notify() を呼んでイベントを通知する。

上のUMLクラス図では、Subjectがインタフェースと実装クラスに分かれているが、パターン要件ではない。インタフェースを使わずクラスを直接実装することもある。

### ConcreteSubject
Subjectの実装クラス。通知対象であるObserver群を持つ。各Observerが受け取る通知に関する処理を司る。notifyObservers() を呼ぶと、Observer群の1つ以上にイベントを通知する。

### Observer
イベントを通知される側のインタフェース。以下の抽象メソッドを持つ:
- notify() - Observerにとっては通知を受け取る処理、このメソッドを呼ぶSubjectにとっては通知を送る処理、と言える。このメソッドの個数や各書式は、通知内容により様々である。

### ConcreteObserver
Observerの実装クラス。

## 典型的用法
- ユーザーが何らかの操作をするなどの外部イベントを待つ。イベント駆動型プログラミングを参照。
- あるオブジェクトの属性値の変化を待つ。なお、複数の属性値の変化でコールバック関数を呼び出すようにしているとイベントの連鎖的発生を引き起こす。
- メーリングリストで、何らかのイベント（新製品情報など）があったとき、購読者リストに登録している人にメッセージを送る。

Observer パターンは Model View Controller (MVC) パラダイムの実装に使われることも多い。MVC では、モデルとビューの連携に Observer パターンが使われる。通常、コントローラーがモデルの変化を検出し、ビュー（オブザーバー）に通知する。

## コード例

### Python
以下のコードは Python 3.x で Observer パターンを記述したものである。引数を1つ受け取るupdate()メソッドを持つオブジェクトであれば、リスナーとして何でも受け付ける（ダック・タイピング）。なお、例ではリスナーの集合を保持するためにリストを使用しているため、同じオブジェクトの多重登録を許可する実装となっている。
```
class
 
Listener
:

    
def
 
__init__
(
self
,
 
name
):

        
self
.
name
 
=
 
name

    
def
 
update
(
self
,
 
event
):

        
print
(
self
.
name
,
 
"received event"
,
 
event
)

class
 
Subject
:

    
def
 
__init__
(
self
):

        
self
.
listeners
 
=
 
[]

    
def
 
add_listener
(
self
,
 
listener
):

        
self
.
listeners
.
append
(
listener
)

    
def
 
remove_listener
(
self
,
 
listener
):

        
self
.
listeners
.
remove
(
listener
)

    
def
 
notify_listeners
(
self
,
 
event
):

        
for
 
listener
 
in
 
self
.
listeners
:

            
listener
.
update
(
event
)

subject
 
=
 
Subject
()

listenerA
 
=
 
Listener
(
"<listener A>"
)

subject
.
add_listener
(
listenerA
)

listenerB
 
=
 
Listener
(
"<listener B>"
)

subject
.
add_listener
(
listenerB
)

# subject には2つのリスナーが登録されている。

subject
.
notify_listeners
(
"<event 1>"
)

```

出力:
```
<listener A> received event <event 1>
<listener B> received event <event 1>

```

### Java
ロックを避けるため、CopyOnWriteArraySetを使用する例を示す。スレッドセーフにする必要がない、あるいはsynchronizedで同期するのであれば、HashSetやTreeSetを使ってもかまわないが、コンテナの実装によっては順序が保証されず、リスナーを追加したときの順番でupdate()が呼ばれるとは限らない。
```
// Listener.java

public
 
interface
 
Listener
 
{

    
public
 
void
 
update
(
String
 
event
);

}

```

```
// Subject.java

import
 
java.util.concurrent.CopyOnWriteArraySet
;

import
 
java.util.Set
;

public
 
class
 
Subject
 
{

    
private
 
final
 
Set
<
Listener
>
 
listenerSet
 
=
 
new
 
CopyOnWriteArraySet
<
Listener
>
();

    
public
 
void
 
addListener
(
Listener
 
listener
)
 
{

        
listenerSet
.
add
(
listener
);

    
}

    
public
 
void
 
removeListener
(
Listener
 
listener
)
 
{

        
listenerSet
.
remove
(
listener
);

    
}

    
public
 
void
 
notifyListeners
(
String
 
event
)
 
{

        
for
 
(
Listener
 
listener
 
:
 
listenerSet
)
 
{

            
listener
.
update
(
event
);

        
}

    
}

}

```

```
// Main.java

class
 
ListenerImpl
 
implements
 
Listener
 
{

    
private
 
final
 
String
 
name
;

    
public
 
ListenerImpl
(
String
 
name
)
 
{

        
this
.
name
 
=
 
name
;

    
}

    
@Override

    
public
 
void
 
update
(
String
 
event
)
 
{

        
System
.
out
.
println
(
this
.
name
 
+
 
" received event "
 
+
 
event
);

    
}

}

public
 
class
 
Main
 
{

    
public
 
static
 
void
 
main
(
String
[]
 
args
)
 
throws
 
Exception
 
{

        
Subject
 
subject
 
=
 
new
 
Subject
();

        
Listener
 
listenerA
 
=
 
new
 
ListenerImpl
(
"<listener A>"
);

        
subject
.
addListener
(
listenerA
);

        
Listener
 
listenerB
 
=
 
new
 
ListenerImpl
(
"<listener B>"
);

        
subject
.
addListener
(
listenerB
);

        
subject
.
notifyListeners
(
"<event 1>"
);

    
}

}

```

出力結果はPythonの例と同じである。

## 実装
Observer パターンは各種ライブラリやシステムに実装されている。特にGUIツールキットには必ず含まれる。
- Java標準クラスライブラリにはjava.util.Observerインタフェースとjava.util.Observableクラスが用意されていたが、ともにJava 9で非推奨となった[2]。
- Java Swing ライブラリは Observer パターンを多用している。
- Boost.Signals - Boost C++ライブラリ。signal/slot モデルを提供する。Boost 1.54以降では非推奨。
- Boost.Signals2 - Boost.Signalsの後継。
- Signals & Slots | Qt Core 5 - C++用アプリケーションフレームワークのQtでは、signal/slot モデルを採用している。
- libsigc++ - C++ シグナルプログラミング・テンプレートライブラリ
- sigslot - C++ Signal/Slot ライブラリ
- XLObject - テンプレートベースの C++ signal/slot モデル
- GLib - C言語でのオブジェクトと signals/callbacks の実装（他のプログラミング言語用の実装もある）
- Exploring the Observer Design Pattern | Microsoft Docs - C#とVisual Basic .NETによる実装例。デリゲートとevent構文を利用。
- Using the Observer Pattern - REALbasic による実装
- flash.events - ActionScript 3.0 でのパッケージ（ActionScript 2.0 の mx.events パッケージの後継）
- YUI Event utility - カスタムイベントを Observer パターンで実装
- Py-notify - Python 実装